# Annonin

Annonin I

L'annonin és un ingredient actiu present en els extractes de les llavors de la planta Annona i és utilitzat bàsicament com a insecticida per Helicoverpa (arna de la família Noctuidae) i altres plagues d'erugues.